# 拿捕
拿捕（だほ）とは、政府船舶（軍艦を含む）が商業船舶に対して乗組員を送り込む方法などによりその権力内に置くこと。
拿捕（seizure）には刑事訴追の前段階となる海上警察措置の一態様としての拿捕と、刑事手続を念頭に置かない武力紛争法（海戦法規）における拿捕がある。なお、国連海洋法条約第73条などのarrestも、日本語訳では「拿捕」とされているが、厳密にはarrestは刑事手続の一環として外国船舶を権力下に置くことであり英米海事法上は訴訟手続の開始等の法的効果をもつものをいう。
「拿」の漢字が常用漢字表に含まれていないため、報道では「だ捕」と表記されることも多い。

## 海上警察措置における拿捕
沿岸国が海域別において、また国家一般が公海において行使できる権限は国際法により定まる。
領海
領海では、外国船舶による無害でない通航を防止するため、沿岸国は拿捕を含む必要な措置をとることができる（国連海洋法条約第25条）。領海上での必要な措置には沿岸国に大幅な裁量権が認められると解されている。領海や接続水域等で外国船舶が沿岸国の法令に違反した場合、沿岸国は追跡権を行使して拿捕することができる（国連海洋法条約第111条）。なお、外国軍艦の無害通航権については立場が分かれている（無害通航の記事を参照）。
排他的経済水域
排他的経済水域では、沿岸国は「主権的権利を行使するに当たり、この条約に従って制定する法令の遵守を確保するために必要な措置」をとることができる（国連海洋法条約第73条）。領海とは異なり、その目的は「法令の遵守確保」に絞られ、領海よりも取り得る措置は限定されると解釈されている。
公海
公海上では、原則として旗国だけが自国の船舶に対して排他的管轄権を行使できる（旗国主義）。これには追跡権（国連海洋法条約第111条）や臨検権（同110条）など若干の例外があり（公海海上警察権）、さらに海賊船舶に対して、すべての国は軍艦等によって公海等のいずれの国の管轄権にも服さない場所で拿捕することができるとされている（国連海洋法条約第105・107条）。しかし、領海や排他的経済水域と比べると各国の公海上での権限は極めて厳格に限定されている。

## 戦時国際法規における拿捕
海上武力紛争法（戦時国際法）上、交戦国は交戦海域内で敵国や中立国の船舶や貨物を捕獲（capture）し、捕獲審検所（prize court）における審決によって没収することができる。戦時における拿捕は捕獲権行使の一環として行われる。
物資のうち戦争の用に供しうるものを戦時禁制品といい、海上輸送されている戦時禁制品を他方の交戦国は捕獲して没収することができる。これらは主に1856年のパリ宣言（海上法の要義に関するパリ宣言）により慣習国際法として有効性が確認されてきたものである。戦時禁制品に関する規定は1909年のロンドン宣言（海戦法に関するロンドン宣言）によって細かく定められている。このロンドン宣言は、批准による効力こそ発揮されていないが、主要海洋国家10カ国が署名しており、慣習法の成文化とも言える重要なものである。戦時禁制品は武器等の軍用資材だけでなく、食料、車両、燃料、衣服など戦争の用に供しうるものを広く含むとされている。詳細はパリ宣言の記事を参照。
1909年のロンドン宣言の58条は敵国船舶内の貨物が中立性を有するか敵性を有するかは、その貨物の所有者が中立性を有するか敵性を有するかで判断するとしている。
拿捕された貨物は拿捕国の捕獲審検所で没収するか解放するか判断され、没収された場合には拿捕者の属する国に所有権が移ると解されている。しかし、拿捕国の国内に捕獲審検所が設置されていることには疑問の声もあり、18世紀半ばから国際捕獲審検所を設置しようとする主張があった。1907年のハーグ平和会議で、国際捕獲審検所の設置について条約が作成されたが、批准・効力発生には至っていない。
日本では、太平洋戦争開始直後の1941年12月9日、東京に高等捕獲審検所、横須賀および佐世保に捕獲審検所を設置することが閣議決定された。